# Jeffrey Ntuka
Jeffrey Ntuka-Pule (Polokwane, 10 mei 1985 – Kroonstad, 21 januari 2012) was een Zuid-Afrikaans voetballer.
In 2003 tekende hij een contract bij het Engelse Chelsea FC, waar hij werd uitgeleend aan het Belgische KVC Westerlo. In 2008 verdween hij uit het Europese voetbal om terug te keren naar zijn thuisland. Bij zijn eerste Zuid-Afrikaanse club, Kaizer Chiefs, kwam hij door alcoholproblemen niet veel aan spelen toe. In 2010 maakte hij de overstap naar Supersport United FC, maar ook hier kwam hij niet veel aan spelen toe.
Op 21 januari 2012 werd Ntuka neergestoken in een nachtclub te Kroonstad.